# Beniamino Segre
Beniamino Segre   (Torí, 16 de febrer de 1903 - Frascati, 22 d'octubre de 1977) va ser un matemàtic italià.

## Vida i Obra
Va estudiar matemàtiques a la universitat de Torí on va tenir com a professors Giuseppe Peano, Gino Fano, Guido Fubini i Corrado Segre (un oncle segon seu). Es va graduar el 1923 amb una tesi sobre geometria sota la supervisió de Corrado Segre. Els tres anys següents va ser assistent a la universitat de Torí fins que el curs 1926-27 va estudiar un any a la universitat de París amb Élie Cartan, gràcies a una beca Rockefeller. El 1927, en retornar al seu país, va ser nomenat assistent de Francesco Severi a la universitat de Roma; la influència de Severi serà constant en tota la seva obra.
El 1931 va obtenir la plaça de professor a la universitat de Bolonya, però el 1938 en va ser acomiadat, juntament amb molts altres professor, en virtut de les lleis racials feixistes, ja que era d'ascendent jueu. El mateix any també va ser obligat a dimitir del seu càrrec d'editor de la revista Annali di Matematica Pura ed Applicata. Davant l'impossibilitat de tenir una feina decent a Itàlia, va marxar amb la seva família a Anglaterra, on va ser detingut durant mesos a l'illa de Man com nacional d'una potència enemiga, però on, després, va poder ser professor a la universitat de Manchester.
El 1946, un cop acabada la guerra, va tornar a la universitat de Bolonya i el 1950 va ser nomenat per la càtedra de geometria de la universitat de Roma on va romandre fins que es va retirar el 1973, continuant la seva relació amb la universitat com emèrit.
Tota la seva vida va realitzar una intensa activitat de recerca, docència i organització d'activitats científiques. No solament va publicar més de tres-cents articles i una dotzena de llibres sinó que,a més, va tenir un intens treball administratiu i organitzatiu dins d'associacions com la Unió Matemàtica Italiana, la Unió Matemàtica Internacional, l'Institut Nacional d'Alta Matemàtica, l'Accademia Nazionale delle Scienze i l'Accademia Nazionale dei Lincei, acadèmies que va presidir en diverses ocasions.
Una gran part de la seva obra versa sobre geometria algebraica però com que era contrari a l'especialització excessiva, també va treballar en altres branques de les matemàtiques com la topologia, les transformades de Laplace o les equacions diferencials. Després de la seva estança a Anglaterra va estar particularment interessat en la geometria combinatòria, convertint-se e un dels principals pioners d'aquesta branca de les matemàtiques.